# Resolució 624 del Consell de Seguretat de les Nacions Unides
La Resolució 624 del Consell de Seguretat de les Nacions Unides, aprovada per unanimitat el 30 de novembre de 1988 després d'examinar un informe del Secretari General de les Nacions Unides sobre la Força de les Nacions Unides d'Observació de la Separació, el Consell va observar els seus esforços per establir una pau duradora i justa a l'Orient Mitjà, però també expressa la seva preocupació per l'estat de tensió vigent a la zona.
La resolució va demanar a les parts implicades que implementessin immediatament Resolució 338 (1973), va renovar el mandat de la Força d'Observadors durant altres sis mesos fins al 31 de maig de 1989 i va demanar al Secretari General envia un informe sobre la situació al final d'aquest període.